# L'Innocent (film, 1976)
Pour les articles homonymes, voir Innocent.
Pour plus de détails, voir Fiche technique et Distribution.
L'Innocent (L'innocente) est un film franco-italien réalisé par Luchino Visconti et sorti en 1976. 
Adapté du roman éponyme de Gabriele D'Annunzio, c'est le dernier film du réalisateur qui, quasi paralysé à la suite d'une attaque cérébrale, dirigea le tournage depuis un fauteuil roulant.

## Synopsis
Tullio Hermil (Giancarlo Giannini) est un homme froid, égoïste et psychotique. Marié, il vit une relation sulfureuse et tumultueuse avec sa maîtresse, Teresa (Jennifer O'Neill). Son épouse, Giuliana (Laura Antonelli), est au courant, et supporte en silence ces affronts perpétuels, jusqu'au jour où elle rencontre un écrivain à succès, Filippo d'Arborio (Marc Porel). À la suite d'une nuit avec lui, elle se retrouve enceinte.

## Fiche technique
- Titre : L'Innocent
- Titre original : L'innocente
- Réalisation : Luchino Visconti, assisté de Giorgio Treves
- Scénario : Suso Cecchi D'Amico, Enrico Medioli et Luchino Visconti d'après le roman L'Intrus de Gabriele D'Annunzio
- Musique : Franco Mannino
- Musiques additionnelles : Chopin, Mozart (Rondò alla turca), Liszt, Gluck (aria Che farò senza Euridice d'Orphée et Eurydice)
- Photographie : Pasqualino De Santis
- Décors : Mario Garbuglia
- Costumes : Piero Tosi
- Montage : Ruggero Mastroianni
- Pays de production :  France,  Italie
- Sociétés de production : Francoriz Production (France), Imp. Ex. Compagnie (France), Les Films Jacques Leitienne (France), Rizzoli Film (Italie)
- Producteur : Giovanni Bertolucci
- Format : couleur par Cosmovision — 2.35:1 (Technovision) — Monophonique — 35 mm
- Genre : drame, romance
- Durée : 128 minutes
- Dates de sortie :
  - France : 14 mai 1976 au Festival de Cannes
  - Italie : 18 mai 1976 sortie nationale
  - France : 15 septembre 1976 sortie nationale

## Distribution
- Giancarlo Giannini : Tullio Hermil
- Laura Antonelli (VF : Béatrice Delfe[1]) : Giuliana Hermil
- Jennifer O'Neill : la comtesse Teresa Raffo
- Marc Porel : Filippo d'Arborio
- Didier Haudepin : Federico Hermil, le frère de Tullio
- Rina Morelli : la mère de Tullio
- Massimo Girotti : le comte Stefano Egano
- Marie Dubois : la princesse
- Claude Mann : le prince
- Roberta Paladini : mademoiselle Elviretta
- Philippe Hersent

## Autour du film
- À l'origine, Visconti voulait Alain Delon, Romy Schneider et Helmut Berger pour les premiers rôles.[réf. nécessaire]

## Distinctions
- 1976 : Prix David di Donatello à Franco Mannino pour la musique.